# Santa Catarina da Serra
Santa Catarina da Serra é uma vila portuguesa que foi sede da extinta Freguesia de Santa Catarina da Serra, do Município e do Distrito de Leiria, da antiga província da Beira Litoral, e englobada na sub-região administrativa de Leiria. Pertencia à Diocese de Leiria/Fátima e à Região de Turismo do Centro.
A freguesia extinta tinha 35.78 km² de área e 4 098 habitantes, e, assim, uma densidade populacional de 114,5 h/km². A freguesia foi extinta em 2013, no âmbito de uma reforma administrativa nacional, para, em conjunto com Chainça formar uma nova freguesia denominada União das Freguesias de Santa Catarina da Serra e Chainça da qual é a sede.
A povoação de Santa Catarina da Serra foi elevada à categoria de vila em 12 de Julho de 2001.

## População
| População da freguesia de Santa Catarina da Serra | População da freguesia de Santa Catarina da Serra | População da freguesia de Santa Catarina da Serra | População da freguesia de Santa Catarina da Serra | População da freguesia de Santa Catarina da Serra | População da freguesia de Santa Catarina da Serra | População da freguesia de Santa Catarina da Serra | População da freguesia de Santa Catarina da Serra | População da freguesia de Santa Catarina da Serra | População da freguesia de Santa Catarina da Serra | População da freguesia de Santa Catarina da Serra | População da freguesia de Santa Catarina da Serra | População da freguesia de Santa Catarina da Serra | População da freguesia de Santa Catarina da Serra | População da freguesia de Santa Catarina da Serra |
| ------------------------------------------------- | ------------------------------------------------- | ------------------------------------------------- | ------------------------------------------------- | ------------------------------------------------- | ------------------------------------------------- | ------------------------------------------------- | ------------------------------------------------- | ------------------------------------------------- | ------------------------------------------------- | ------------------------------------------------- | ------------------------------------------------- | ------------------------------------------------- | ------------------------------------------------- | ------------------------------------------------- |
| 1864                                              | 1878                                              | 1890                                              | 1900                                              | 1911                                              | 1920                                              | 1930                                              | 1940                                              | 1950                                              | 1960                                              | 1970                                              | 1981                                              | 1991                                              | 2001                                              | 2011                                              |
| 1 384                                             | 1 653                                             | 1 870                                             | 2 113                                             | 2 257                                             | 2 339                                             | 2 322                                             | 3 311                                             | 3 748                                             | 3 745                                             | 3 813                                             | 3 836                                             | 3 497                                             | 3 962                                             | 4 098                                             |

Com lugares desta freguesia foi criada, pela Lei nº 76/89  ,  de 29 de Agosto, a freguesia de Chainça

## Situação geográfica

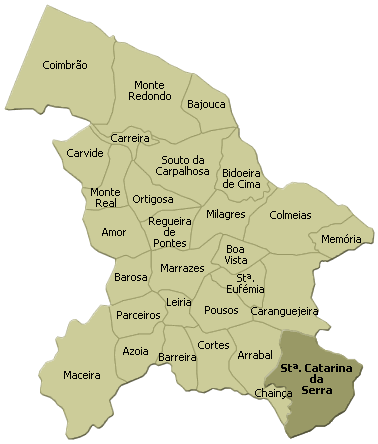
Situação geográfica, Leiria

Santa Catarina da Serra fica situada na parte mais a sudeste do Município de Leiria, fazendo fronteira com o Distrito de Santarém.
Santa Catarina da Serra faz fronteira com Caranguejeira e Cercal (a norte), Arrabal, Chainça e São Mamede (a oeste), Fátima (a sul), Atouguia e Gondemaria (a este).

## História
A freguesia de Santa Catarina da Serra foi criada em 1549 pelo primeiro bispo de Leiria, D. Frei Brás de Barros, tendo sido desanexada da freguesia de São Pedro de Leiria. É composta por várias povoações de dimensão variável. Tem conhecido bastante desenvolvimento, devido sobretudo à sua localização geográfica devido à dinâmica da sua população e de muitas empresas.

## Lugares da antiga Freguesia
- Loureira
- Magueigia
- Ulmeiro
- Quinta da Sardinha
- Pedrome
- Santa Catarina da Serra
- Pinheiria
- Pinheiria da Costa
- Gordaria
- Donairia
- Barreiria
- Cercal
- Quinta do Salgueiro
- Casal das Figueiras
- Vale Maior
- Olivais
- Vale Sumo
- Sobral
- Sobral da Granja
- Vale Faria
- Sete Rios
- Vale Tacão
- Siróis
- Cova Alta
- Casal da Estortiga
- Casal da Fonte da Pedra,casal da fartaria.
- Cardosos

A freguesia tinha, em 2003, um total de cerca de 1600 edifícios, na sua maioria residenciais.

## Demografia
A freguesia apresenta uma população de 4098 habitantes, e uma densidade populacional de 114.00 hab./km².
População residente empregada por sector económico:
- Primário: 3%
- Secundário: 50%
- Terciário: 47%

Distribuição da população residente a frequentar o ensino:
- 1º Ciclo: 29%
- 2º Ciclo: 17%
- 3º Ciclo: 21%
- Ensino secundário: 22%
- Ensino superior: 11%

fonte: INE 2001

## Política

### Executivo
Executivo da Junta de Freguesia de S.C.S. (Eleições Autárquicas 2009):
- Presidente: Joaquim Pinheiro Laíns de Oliveira
- Secretário: Armando Oliveira dos Reis
- Tesoureira: Irene Costa Vieira

Gestão autárquica: Nas últimas eleições para os órgãos autarquicos, o Partido Socialista sofreu uma grande derrota garantindo apenas 3 membros na Assembleia de Freguesia; o grande vencedor foi o PSD/PPD que elegeu 6 membros na Assembleia de Freguesia e garantiu a formação da Junta de Freguesia. O partido CDS/PP não conseguiu qualquer lugar.

## Associativismo

### ForSerra
- Em Fevereiro de 2009, várias associações da freguesia criaram a ForSerra - Associação de Desenvolvimento e Gestão de Património Santa Catarina da Serra. Uma associação que fica responsável por projectos macro da freguesia como o Jornal Luz da Serra, Festival Cultural e Gastronómico "O Chícharo da Serra", a presença anual da freguesia na Feira de Maio (Leiria), promoção e desenvolvimento de formações modulares e a realização de processos RVCC em protocolo com entidades formadoras, coordenação de freguesia em projectos como "Limpar portugal" (20 de Março 2010) em que na freguesia de Santa Catarina da Serra conseguiu mais de 170 voluntários e a remoção de mais de 500 toneladas de lixos das florestas da freguesia.

## Economia
A nível económico distinguem-se sobretudo os seguintes sectores:
- Construção civil e obras públicas
- Estruturas metálicas
- Transformação de madeiras
- Comércio e reparação automóvel

Foi na Quinta da sardinha que nasceu um dos maiores grupos económicos do país, e o maior do distrito de Leiria (Grupo Nov ), assim como outras empresas de dimensão assinalável.

### Indústria transformadora
Os sectores mais representativos da indústria transformadora da freguesia são:
- Madeira, cortiça, mobiliário: 25,9%
- Material de transporte: 14,8%
- Metais e produtos metálicos: 14,8%
- Máquinas e aparelhos eléctricos e não eléctricos: 11,1%
- Produtos não metálicos: 11,1%

fonte: INE 2003

## Infra-estruturas e equipamentos

### Saúde e Segurança
- Centro de Saúde de Santa Catarina da Serra
- Farmácia (Santa Catarina da serra)

### Educação e Cultura
- Escola Básica de Santa Catarina da Serra
- Escolas 1º CEB: Loureira e Vale Sumo
- Jardins de Infância: Magueigia, Loureira, Pinheiria e Vale Sumo
- Auditório de Freguesia

### Serviços e Apoio Social
- Junta de Freguesia
- Posto de Correios (a funcionar na Junta de Freguesia SCS)
- Casa do Povo de SCS
- Centro Social e Paroquial de SCS (lar 3ª idade)

## Património

### Histórico
Um dos edifícios mais emblemáticos é sem dúvida a Igreja de Santa Catarina da Serra. Outros locais com alguma importância são: as várias capelas das povoações (Casal da Estortiga, Loureira, Magueigia, Quinta do Salgueiro, Vale Tacão e Vale Sumo), o antigo Palácio da Quinta do Barão do Salgueiro e o parque de merendas do Vale Mourão (Loureira).

### Cultural
É de salientar o Rancho Folclórico de S. Guilherme e o seu Museu Etnográfico (Magueigia), o Museu dos Automóveis Antigos, as associações dos diferentes locais da freguesia, a realização do festival "O Chícharo da Serra" - um festival cultural e gastronómico que decorre anualmente no final do mês de Novembro, e o Agrupamento de Escolas e Jardins da Serra.

### Desportivo
A principal entidade desportiva na freguesia é a União Desportiva da Serra, clube de futebol que milita actualmente na 2ª Divisão Nacional, que se afirma como uma das maiores forças futebolísticas do Distrito de Leiria, e que conta com várias dezenas de atletas nas suas camadas jovens. No parque desportivo da UDS também é possível praticar  modalidades como futsal e andebol. O Parque Desportivo da UDS é constituído por um campo sintético de futebol 11 (estádio), um campo sintético de futebol 7, um pavilhão gimnodesportivo,e o pavilhão sede do Clube de Automóveis Antigos de SCS.
De referir ainda a existência de outras colectividades desportivas:
- Associação de Caçadores da Serra;
- BTT "Os Teimosos" - bicicletas de todo-o-terreno.

## Eventos

### Festival "O Chícharo da Serra"
O evento mais popular é o Festival Cultural e Gastronómico "O Chícharo da Serra". Este festival ocorre todos os anos pelo final do mês de Novembro, tem uma duração variável e apanha obrigatoriamente o dia da freguesia (25 de Novembro). Realiza-se no parque desportivo da União Desportiva da Serra e a sua organização está a cargo da ForSerra, com a ajuda e disponibilidade de muitas pessoas da freguesia. Tem como objectivo dar a conhecer a gastronomia, cultura e economia da região, promover o associativismo e assinalar o dia da freguesia. Os visitantes podem almoçar, jantar ou simplesmente petiscar um dos pratos típicos da região, visitar o pavilhão de exposições, o museu dos automóveis antigos e aproveitar um cartaz musical cada vez mais ambicioso, com várias bandas e DJ's ao vivo.
Números que marcaram a edição de 2008:
- 1500 kg de bacalhau
- 1000 kg de chícharos
- 20.000 visitantes

### Festas Populares e Religiosas
Destacam-se também as festas populares nas várias localidades da região (principalmente na Primavera e no Verão), e a "Festa dos 20", organizada pelos jovens da freguesia com vinte anos, que decorre no mês de Janeiro.
- Santa Catarina (1º Domingo de Maio)
- Espírito Santo (móvel)
- Corpo de Deus (móvel)
- Coração de Jesus (móvel)
- S. Sebastião (Janeiro)
- Santo Amaro (último Domingo de Abril)
- Santa Marta (Setembro)
- Senhora da Purificação (Julho)
- Santa Quitéria (Setembro)
- S. Silvestre (3 de Setembro)
- S. Miguel (1º Domingo de Outubro)

### Feiras
Realiza-se no 1º Domingo de cada mês a feira na localidade de Loureira.